# Tony Mottram
Anthony John Mottram, dit Tony Mottram, est un joueur britannique de tennis, né le 8 juin 1920 à Coventry (Angleterre) et mort le 6 octobre 2016.
Il est connu pour avoir atteint la finale du Tournoi de Wimbledon 1947 en double et les quarts de finale en simple l'année suivante. Il a représenté la Grande-Bretagne en Coupe Davis pendant plusieurs années et il totalise 36 victoires pour 20 défaites. Il a atteint les demi-finales de la zone Europe en 1948.
Il a remporté de nombreux tournois au cours de sa carrière, essentiellement en Angleterre dans des épreuves d'importance moindre. Parmi ses principales victoires, citons un titre à Bad Neuenahr en 1952 et 1954, Belgrade en 1953, Bournemouth en 1954 et Nice en 1955, ainsi qu'une finale à la Wimbledon Plate en 1950, au Queen's indoor en 1952 et en Yougoslavie en 1955. Il arrête sa carrière en 1956 après avoir rejoint brièvement les rangs des professionnels.

## Biographie
Tony Mottram a été l'époux de Joy Gannon (finaliste à Roland-Garros en double) et le père de Linda Mottram (1/8e de finaliste à l'Open d'Australie) et de Christopher Mottram (15e mondial).
En 1957, il est élu membre honoraire du All England Lawn Tennis and Croquet Club.
Il a écrit plusieurs ouvrages sur le tennis :
- Play Better Tennis (1971)
- Tackle Tennis (1975)
- Skills & Tactics of Tennis (1980)

## Parcours dans les tournois duGrand Chelem

### En simple
| Année | Open d'Australie | Open d'Australie | Internationaux de France | Internationaux de France | Wimbledon       | Wimbledon      | US Open         | US Open    |
| ----- | ---------------- | ---------------- | ------------------------ | ------------------------ | --------------- | -------------- | --------------- | ---------- |
| 1939  | —                | —                | —                        | —                        | 3e tour (1/16)  | A. Russell     | —               | —          |
| 1946  | —                | —                | 2e tour (1/32)           | R. Dubuc                 | 1/8 de finale   | T. Brown       | 1er tour (1/64) | B. Canning |
| 1947  | —                | —                | 1/8 de finale            | T. Brown                 | 2e tour (1/32)  | P. Pellizza    | 1er tour (1/64) | F. Shields |
| 1948  | —                | —                | 1/8 de finale            | J. Drobný                | 1/4 de finale   | G. Mulloy      | 1er tour (1/64) | B. Patty   |
| 1949  | —                | —                | —                        | —                        | 2e tour (1/32)  | G. Cucelli     | —               | —          |
| 1950  | —                | —                | 3e tour (1/16)           | F. Sedgman               | 3e tour (1/16)  | G. Brown       | 2e tour (1/32)  | J. Brink   |
| 1951  | —                | —                | 3e tour (1/16)           | B. Patty                 | 1/8 de finale   | L. Bergelin    | 3e tour (1/16)  | E. Cochell |
| 1952  | —                | —                | 3e tour (1/16)           | F. Gardini               | 3e tour (1/16)  | E. Sturgess    | —               | —          |
| 1953  | —                | —                | —                        | —                        | 1er tour (1/64) | H. Stewart     | —               | —          |
| 1954  | —                | —                | 3e tour (1/16)           | V. Seixas                | 1er tour (1/64) | M. Rose        | —               | —          |
| 1955  | —                | —                | —                        | —                        | 2e tour (1/32)  | N. Pietrangeli | —               | —          |

N.B. : à droite du résultat se trouve le nom de l'ultime adversaire.

### En double
| Année | Open d'Australie | Open d'Australie | Internationaux de France | Internationaux de France | Wimbledon         | Wimbledon               | US Open | US Open |
| ----- | ---------------- | ---------------- | ------------------------ | ------------------------ | ----------------- | ----------------------- | ------- | ------- |
| 1947  | —                | —                | —                        | —                        | Finale B. Sidwell | B. Falkenburg J. Kramer | —       | —       |

N.B. : le nom du ou de la partenaire se trouve sous le résultat ; le nom des ultimes adversaires se trouve à droite.